# Chapulineros de Oaxaca
El Club Chapulineros de Oaxaca es un club mexicano de fútbol. Son apodados Chapulineros. Fue fundado en 1983, el club tiene su sede en el estado de Oaxaca y juega sus partidos como local en el Estadio Independiente MRCI. El club ha jugado en la Tercera División, Segunda División, y en la Primera División 'A'. En 2020 se desvinculó de las competencias organizadas por la Femexfut para integrarse en la Liga de Balompié Mexicano, circuito futbolístico en el que se mantuvo hasta la disolución de la liga en 2025. Tras ese hecho el equipo regresó a la Femexfut, por lo que desde la temporada 2025-26 jugará en la Serie A de México.
Además Chapulineros de Oaxaca tiene presencia con más de 18 Academias formadoras de niñez y juventud oaxaqueña alrededor del Estado de Oaxaca (Juquila, Zaachila, Río Grande, Tlaxiaco, San Blas, Santa María Huatulco, Ixtepec, Huautla, Teposcolula, Ocotlán y en la ciudad de Oaxaca).

## Historia

### Afiliado en la FMF
El club tiene sus inicios en 1982 cuando se crea la Segunda División 'B' de México y el equipo representativo de la Universidad Autónoma Benito Juárez de Oaxaca participó la temporada inaugural de 1982-83. La siguiente temporada la universidad compró la franquicia de Atlético Valladolid para poder participar en la categoría "A" en donde solo estuvieron esa temporada y descendieron. Al final del siguiente torneo, la U.A.B.J.O compra la franquicia de Pumas ENEP, equipo que había ascendido a la Segunda División "A", y la renombra como "Chapulineros de Oaxaca", mientras que la franquicia original fue renombrada como "Oaxaca B" (equipo que el siguiente torneo descendió a la tercera división).
Chapulineros debuta oficialmente en la Segunda División de México durante la temporada 1985-86. Tras tres temporadas en la categoría "A" el equipo desciende la temporada 1987-88 a la categoría "B" en donde permaneció cinco temporadas hasta que el 18 de abril de 1993 se proclamó campeón la temporada 1992-93, al derrotar en la final al Atlético Tecomán por marcador de 2-1. En su primer torneo en la Segunda División "A" el equipo terminó cuarto lugar de su grupo y lugar 18 de la tabla general. Para el siguiente torneo la liga cambio de formato, surgiendo la Primera División "A" en sustitución de la Segunda División "A", para participar en este torneo se tenía que pagar un nuevo registro, las autoridades oaxaqueñas se negaron a realizar este pago y el equipo se tuvo que mantener en la Segunda División. La franquicia fue prestada al dueño de Toros Neza bajo el nombre de bravos, tiempo después pasó a manos de la Universidad Regional Del Sureste (URSE).
Para el año 2001 Chapulineros regresó, ahora con Grupo Pegaso como dueño quienes mudaron la franquicia de Lobos UAP a Oaxaca. La temporada 2001-02 el equipo tuvo malos resultados, lo que provocó el descenso del equipo, sin embargo ganó la promoción para permanecer al derrotar a los Astros de Ciudad Juárez. El Torneo Invierno 2002 entró a la liguilla al derrotar a Cobras de Juárez en la reclasificación y fue eliminado en cuartos de final por Irapuato. El siguiente torneo nuevamente llegó a la reclasificación pero esta vez fue eliminado por Tabasco. Tras este torneo la franquicia fue trasladada a Tlaxcala y de esta forman nació Guerreros de Tlaxcala.
El equipo resurge el 13 de agosto de 2015, cuando el Corporativo MRCI muda la franquicia de Teca UTN a Oaxaca para participar en la Liga Premier de Ascenso de México. En el 2017 la liga cambio de formato y el equipo participó en la Serie B de México. Para la temporada 2018-19 el equipo no participó en el torneo por no recibir el aval de la Federación Mexicana de Fútbol para formar parte de la competencia. La siguiente temporada el equipo regresó a la Serie B, pero el torneo se interrumpió debido a la pandemia de COVID-19.

### Liga de Balompié Mexicano
En febrero de 2020 formó parte de la primera reunión de representantes de equipos de la LBM, los cuales buscaban un registro para la temporada inaugural. El 30 de marzo se oficializa la participación del equipo en la Liga de Balompié Mexicano como la cuarta franquicia fundadora, por lo que abandonó la Femexfut. Ricardo Rayas fue invitado para ser el nuevo director técnico del club, pero por situaciones personales y familiares no firmó con el equipo y el 10 de julio se anunció a Omar Arellano en su lugar.
El equipo debutó oficialmente en la nueva competencia el 16 de octubre de 2020, en su primer partido los Chapulineros empataron a cero goles con los Jaguares de Jalisco. En diciembre se anunció la clasificación del club a la primera liguilla en la historia de la LBM debido a la salida de varios clubes de la competencia, el equipo finalizó la fase regular en tercera posición con 22 puntos productos de siete victorias, dos empates y una derrota.
En la primera fase de la liguilla, denominada como triangular los Chapulineros derrotaron por 1-0 al Morelos Fútbol Club. En las semifinales dejaron fuera al líder general, Furia Roja Fútbol Club, con un marcador de 1-3, con lo que consiguieron avanzar a la primera final en la historia de la Liga de Balompié Mexicano. Al finalizar el torneo, los Chapulineros se proclamaron campeones de la temporada al derrotar en penales por 4-2 al Atlético Veracruz, luego de empatar en el global por tres goles. En el partido de ida, los oaxaqueños cayeron derrotados por 0-2 ante los veracruzanos, finalmente en el partido de vuelta los Chapulineros remontaron el marcador con un 3-1 que empató la serie y terminó por definir la final en los penales.
Chapulineros volvió a proclamarse campeón de la LBM en las temporadas 2021, 2022, 2023-A y 2023-B, por lo que fue el club con más campeonatos de la categoría.

### Regreso a la FMF
Aunque los Chapulineros habían logrado establecerse en la LBM, se trataba de uno de los pocos proyectos sustentables del circuito, por lo que en febrero de 2025 se anunció la suspensión indefinida de la competición. Al quedarse sin una liga para competir, la directiva decidió buscar una alternativa. Finalmente, en junio de 2025 se anunció el regreso del equipo oaxaqueño a las competiciones organizadas por la Federación Mexicana de Fútbol, siendo inscrito en la Serie A de la Liga Premier de México, categoría en la que no participaba desde 2017, ya que en la temporada previa a su salida de la FMF los Chapulineros habían tomado parte de la Serie B, la rama secundaria de la división de bronce del fútbol organizado por la Femexfut.

## Estadio

### Estadio Benito Juárez

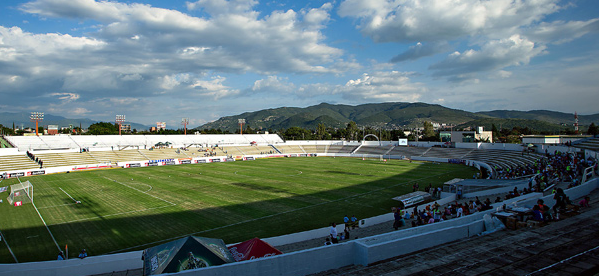
Estadio Benito Juárez.

El Estadio Benito Juárez fue un recinto multi-usos que estaba ubicado en la ciudad de Oaxaca de Juárez, México. Tuvo una capacidad de 12,500 personas en eventos deportivos y 20,000 en conciertos y eventos masivos, se localizaba en el área denominada "El Chamizal". Fue utilizado en su mayoría para partidos de fútbol, conciertos y fue el estadio local del equipo Chapulineros de Oaxaca desde su fundación hasta el 2015.
El estadio fue construido en la década de 1980 como la sede del club de fútbol Chapulineros de Oaxaca, durante la celebración de temporada 1992-93 Segunda División 'B'. Así, el estadio fue ocupado después de la segunda mitad de la temporada 1987-88 y 1993-94 una vez que el equipo ascendiera a la categoría de "Segunda División". Más tarde, el estadio sirvió cinco años como sede para el torneo iniciado en 1994 como La Liga "A" recién lanzada a segunda división. La inauguración oficial se produjo con un partido entre los Chapulineros en diciembre de 1987 contra los Pioneros de Cancún.
Fue demolido en febrero de 2016, para construir en esta área el Centro Cultural y de Convenciones de Oaxaca.

### Estadio Tecnológico de Oaxaca

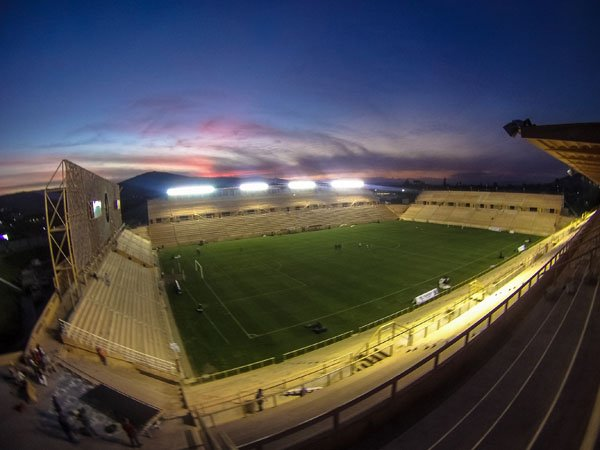
Estadio Tecnológico de Oaxaca.

El Estadio Tecnológico de Oaxaca fue sede del equipo desde 2016 hasta 2018. Construido en tiempo récord, esta instalación se ubica en el espacio deportivo del Instituto Tecnológico de Oaxaca y cuenta con una capacidad de 16,200 espectadores. Fue inaugurado el 27 de marzo de 2016 en un partido amistoso entre Alebrijes y Pumas, que terminó 1-1. El primer gol en este estadio fue anotado por el delantero de los Pumas, Matías Britos, mientras que el primer gol anotado por parte de Alebrijes fue por Alberto Ramírez.
El estadio además cuenta una unidad deportiva en el cual se encuentra una campo de fútbol con pasto sintético, con gradas con capacidad de 500 espectadores, también un campo de béisbol con gradas, una alberca semi olímpica, tres canchas de básquetbol, un campo de pelota mixteca, pista de atletisto, etc.

### Estadio Independiente MRCI

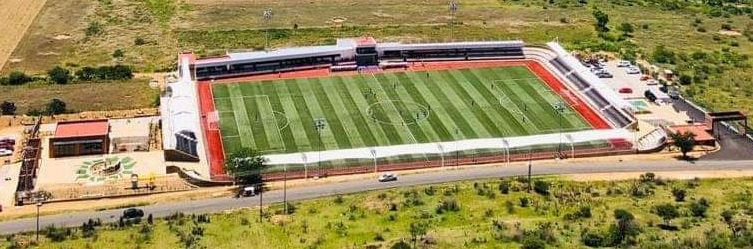
Estadio Independiente MRCI

El Estadio Independiente MRCI es la actual sede del equipo desde 2018. Este estadio fue construido totalmente enfocado a tener un estadio propio para los juegos de los equipos propios del Club Deportivo MRCI y comenzó a ser sede oficial de Chapulineros de Oaxaca desde el partido de la Jornada 19 de la Liga TDP contra Atlético Ixtepec teniendo un marcador de 3 - 1 a favor de Chapulineros.
Su campo de fútbol es de pasto sintético que se encuentra enrrejado todo alrededor, además cuenta con 3 vestidores con su baño propio, 2 estacionamientos, 2 cafeterías, 2 baños para público en general, gradas generales y palcos.
Este estadio de igual manera tiene función de Casa Club para Chapulineros de Oaxaca.
Tiene una capacidad para 5,000 espectadores.

## Indumentaria
El 24 de septiembre de 2020 se dio a conocer la indumentaria del club para su primera temporada en la Liga de Balompié Mexicano.
- Uniforme local: Camiseta verde con una franja horizontal en tono más obscuro, pantalón verde limón y medias verdes.
- Uniforme visitante: Camiseta amarilla con detalles en negro, pantalón y medias amarillas.

### Uniformes anteriores
- 2020

| Primer Uniforme | Segundo Uniforme |

## Jugadores

### Jugadores destacados
- Alan Cruz
- Jorge Bernal
- Cristian Mazzón
- Marco Antonio Sánchez
- Miguel Ángel Vargas
- Ángel Lemus
- Hugo Omar Sánchez
- José Luis Mendoza
- Ricardo Munguía
- Silvio Rudman
- Omar Arellano
- Víctor Lojero
- Richard Okunorobo
- Alan García
- Richard Ruíz

## Palmarés

### Torneos oficiales
| Competición nacional                 | Títulos                                | Subcampeonatos |
| ------------------------------------ | -------------------------------------- | -------------- |
| Segunda División 'B' de México (1/0) | 1992-1993                              |                |
| Liga de Balompié Mexicano (5/0)      | 2020-2021, 2021, 2022, 2023-A y 2023-B |                |
| Copa Balompié Mexicano (1/0)         | INV-2022                               |                |
| Campeón de Campeones LBM (1/0)       | 2022                                   |                |

## Temporadas
| 1982-83*      | 3.Segunda División "B" |                                |
| 1983-84*      | 2.Segunda División "A" |                                |
| 1984-85*      | 3.Segunda División "B" |                                |
| 1985-86       | 2.Segunda División "A" |                                |
| 1986-87       | 2.Segunda División "A" |                                |
| 1987-88       | 2.Segunda División "A" |                                |
| 1988-89       | 3.Segunda División "B" |                                |
| 1989-90       | 3.Segunda División "B" |                                |
| 1990-91       | 3.Segunda División "B" |                                |
| 1991-92       | 3.Segunda División "B" |                                |
| 1992-93       | 3.Segunda División "B" |                                |
| 1993-94       | 2.Segunda División "A" |                                |
| Invierno 2001 | 2.Primera División "A" |                                |
| Verano 2002   | 2.Primera División "A" |                                |
| Apertura 2002 | 2.Primera División "A" |                                |
| Clausura 2003 | 2.Primera División "A" |                                |
| Apertura 2015 | 3.Segunda LPA          | 5°. Grupo III                  |
| Clausura 2016 | 3.Segunda LPA          | 7°. Grupo III                  |
| Apertura 2016 | 3.Segunda LPA          | 4°. Grupo III                  |
| Clausura 2017 | 3.Segunda LPA          | 7°. Grupo III                  |
| Apertura 2017 | 4.Segunda Serie B      | 5o. Grupo II                   |
| Clausura 2018 | 4.Segunda Serie B      | 3o. Grupo II (Semifinal)       |
| 2018/2019     | 5. Tercera             | 2o. Grupo III (Treintadosavos) |
| 2019/2020     | 4.Segunda Serie B      | 8.º                            |

- (*) Como U.A.B.J.O

| 2020/2021 | 1. LBM | 3.º (Campeón) |  |
| 2021      | 1. LBM | 1.° (Campeón) |  |
| 2022      | 1. LBM | 1.° (Campeón) |  |
| 2023 A    | 1. LBM | 1.° (Campeón) |  |
| 2023 B    | 1. LBM | 1.° (Campeón) |  |